# Нед Люк
Нед Люк (англ. Ned Luke, нар. 4 жовтня 1958, Данвіль, Іллінойс, США) — американський актор. Він відомий за роллю Майкла Де Санти у відеогрі Grand Theft Auto V 2013 року. Люк також озвучив Раффлза в анімаційному фільмі Ровер Денджерфілд. Він знявся у 29 фільмах і телевізійних шоу, а також у понад 100 рекламних роликах.

## Раннє життя
Нед Люк народився 4 жовтня 1958 року в Данвілі, штат Іллінойс, у родині Сінді (уродженої Сміт) та Фреда Люка.

## Кар'єра
Першою великою голосовою роллю Люка стала роль в анімаційному фільмі Ровер Денджерфілд, де він зіграв вівчарку на ім'я Раффлз, що протистоїть Родні Денджерфілду. Протягом 1990-х і початку 2000-х років він був запрошеною зіркою кількох телешоу, а також знявся у близько 100 телевізійних рекламних роликах таких продуктів, як Budweiser і Burger King.
У 2007 році, розчарувавшись у шоу-бізнесі і бажаючи, щоб його син побачив те, що бачив він сам, Люк вирішив зробити перерву в акторській кар'єрі і переїхав з сім'єю з Лос-Анджелеса в рідне місто Данвіль, де разом з братом відкрив ресторан. Через два роки він вирішив повернутися до акторства і разом із сім'єю переїхав до Нью-Йорка. Його агент запропонував йому прослуховування на роль Майкла Де Санти, одного з трьох головних героїв гри Grand Theft Auto V від Rockstar Games. Спочатку Люк висміяв цю ідею, але після прочитання сценарію вирішив пройти прослуховування і врешті-решт був затверджений на роль. Grand Theft Auto V встановила кілька рекордів продажів і стала 2-ю найкасовішою відеогрою в історії.
Він працював над грою Red Dead Redemption 2 2018 року та знявся в епізодичній ролі у фільмі Підпільна імперія.

## Особисте життя
Люк одружений і має одну дитину.
23 листопада 2023 року невідомі викликали правоохоронний підрозділ до будинку Люка, під час прямого ефіру Grand Theft Auto Online, присвяченого Дню подяки. Хоча деякі фанати звинуватили Rockstar Games у нездатності захистити IP-адреси гравців, Люк заперечив ці звинувачення і пояснив інцидент витоком його особистої інформації, що стався раніше в мережі.

## Фільмографія

### Фільми
| Рік  | Назва                | Роль          | Примітки                |
| ---- | -------------------- | ------------- | ----------------------- |
| 1984 | The Bear             | Футболіст     |                         |
| 1991 | Rover Dangerfield    | Раффлз        | Тільки озвучування      |
| 1996 | Божевільний професор | Будівельник   | Його не вписали у титри |
| 1999 | Citation of Merit    | Сержант Сміт. | Короткометражний фільм  |
| 2017 | American Gothic      | Білл          |                         |

### Телебачення
| Рік            | Назва                               | Роль                                             | Примітки                                                         |
| -------------- | ----------------------------------- | ------------------------------------------------ | ---------------------------------------------------------------- |
| 1992           | Angel Street                        | Офіцер                                           | Епізод: «The Blonde in the Pond»                                 |
| 1994           | Дороговказне світло                 | Шериф                                            | 2 епізоди                                                        |
| 1995           | Поліція Нью-Йорка                   | Адвокат                                          | Епізод: «Cold Heaters»                                           |
| 1996           | Murder One                          | Змовник                                          | Епізод: «Chapter Eleven»                                         |
| 1996           | Ренегат                             | Енді Ворвік                                      | Епізод: «The Milk Carton Kid»                                    |
| 1997           | On the Line                         | Офіцер Ел                                        | Телевізійний фільм                                               |
| 1997           | The Burning Zone                    | Другий офіцер                                    | Епізод: «Critical Mass»                                          |
| 1997           | High Incident                       | Гері Баттерворт                                  | Епізод: «Remote Control»                                         |
| 1999           | Головний госпіталь                  | Тілоохоронець                                    | 2 епізоди                                                        |
| 1999           | City Guys                           | Лонні Коллінз                                    | Епізод: «Miracle on 134th Street and Lexington Avenue»           |
| 2000           | The Pretender                       | Девід Арнольд                                    | Епізод: «Junk»                                                   |
| 2000           | JAG                                 | Старший мічман Брекен                            | Епізод: «Drop Zone»                                              |
| 2000           | The Huntress                        | Детектив Еллард                                  | Епізод: «The Kid»                                                |
| 2000           | Diagnosis Murder                    | Тіммонс                                          | Епізод: «The Patient Detective»                                  |
| 2002 2003 2013 | Закон і порядок: Спеціальний корпус | Містер Вілмонт Роджер Свонсон Містер Тербер      | Сезон 3: «Popular» Сезон 4: «Mercy» Сезон 15: «Surrender Benson» |
| 2004           | Третя зміна                         | Рон Коннелі                                      | Епізод: «Greatest Detectives in the World»                       |
| 2005           | Як обертається світ                 | Детектив Ленгсторм                               | 2 епізоди                                                        |
| 2005           | Jonny Zero                          | Офіцер Мансі                                     | Епізод: «To Serve and to Protect»                                |
| 2002–2005      | All My Children                     | Начальник пожежної охорони. / Приватний детектив | 3 епізоди                                                        |
| 2005           | Закон і порядок                     | Кен Косгров                                      | Епізод: «New York Minute»                                        |
| 2009           | Katana                              | Виконавець                                       | Епізод: «Pilot»                                                  |
| 2013           | Підпільна імперія                   | Хам                                              | Епізод: «All In»                                                 |
| 2015           | Unfiltered                          | Рендольф Вайлі                                   | Головна роль, невиданий                                          |

### Відеоігри
| Рік  | Назва                 | Роль             | Примітки                             |
| ---- | --------------------- | ---------------- | ------------------------------------ |
| 2013 | Grand Theft Auto V    | Майкл Де Санта   | Також захоплення руху                |
| 2018 | Red Dead Redemption 2 | Різні незнайомці | Озвучення не видано, захоплення руху |

## Нагороди
| Рік  | Твір               | Нагорода                                                              | Результат |
| ---- | ------------------ | --------------------------------------------------------------------- | --------- |
| 2014 | Grand Theft Auto V | Behind the Voice Actors Award for Best Vocal Ensemble in a Video Game | Номінація |